# Cariño
Cariño è un comune spagnolo (3699 abitanti nel 2022) della Galizia, in provincia della Coruña nell'area chiamata Ferrolterra.

## Geografia fisica

### Territorio
Il Concello occupa una porzione di territorio galiziano situata a ridosso di un paesaggio costiero scenografico e molto particolare. Del territorio comunale fanno parte il pittoresco ed impervio Cabo Ortegal e il tratto di costa, che condivide con Cedeira, della Vixia de Herbeira (raggiungibile dall'omonima garita), la scogliera marina più alta dell'Europa continentale,
È un importante porto dedito principalmente alla pesca dei frutti di mare.